# EN114
A EN 114 é uma estrada nacional que integra a rede nacional de estradas de Portugal. Faz a ligação entre o Cabo Carvoeiro, a ponta litoral de Peniche, na região do Oeste, e Évora, que se situa no Alentejo Central. Do seu traçado original estão integrados na Rede Nacional, os troços Cabo Carvoeiro - Atouguia da Baleia - Óbidos - Caldas da Rainha (via N 114-1) - Matoeira - Rio Maior - Santarém - Almeirim e Montemor-o-Novo - Évora. Fazia a ligação de 3 distritos: Évora, Santarém e Leiria (usando as plataformas das N8 e N1, nas Caldas da Rainha). Devido a algumas alterações no traçado inicial, as descontinuidades são algumas. Devido à importância económica desta estrada, foi sendo, progressivamente, substituída por vias mais importantes e melhores.
Os troços Peniche - Atouguia da Baleia  e Óbidos -Gaeiras (N 115) estão desclassificados pois são paralelos ao   IP 6 . O troço Almeirim - Montemor-o-Novo está classificado como IC10 até à construção de uma via própria correspondente a um itinerário complementar.
A travessia do Rio Tejo faz-se pela Ponte D. Luís I, entre Santarém e Almeirim. Como outras estradas no sul de Portugal, a EN114 tem algumas rectas bastante extensas, destacando-se uma entre Santana do Mato e Lavre, com cerca de 9,5 km.

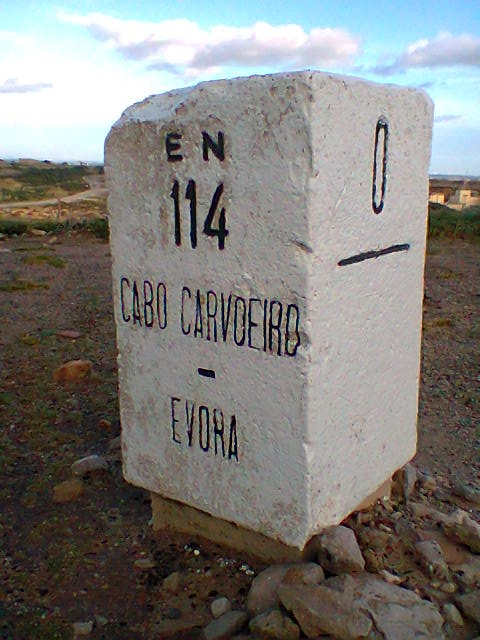
Marca no PK0

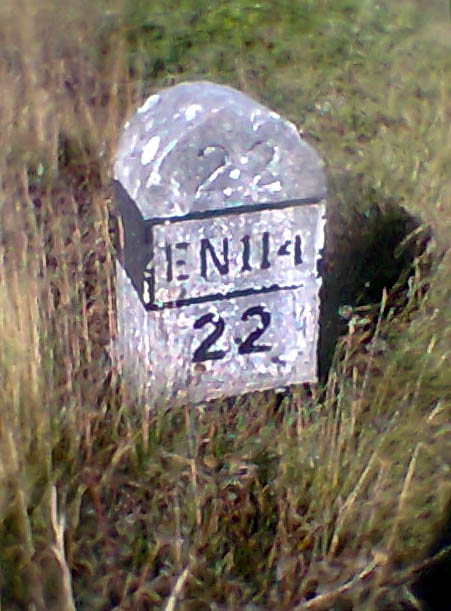
Marca no PK22

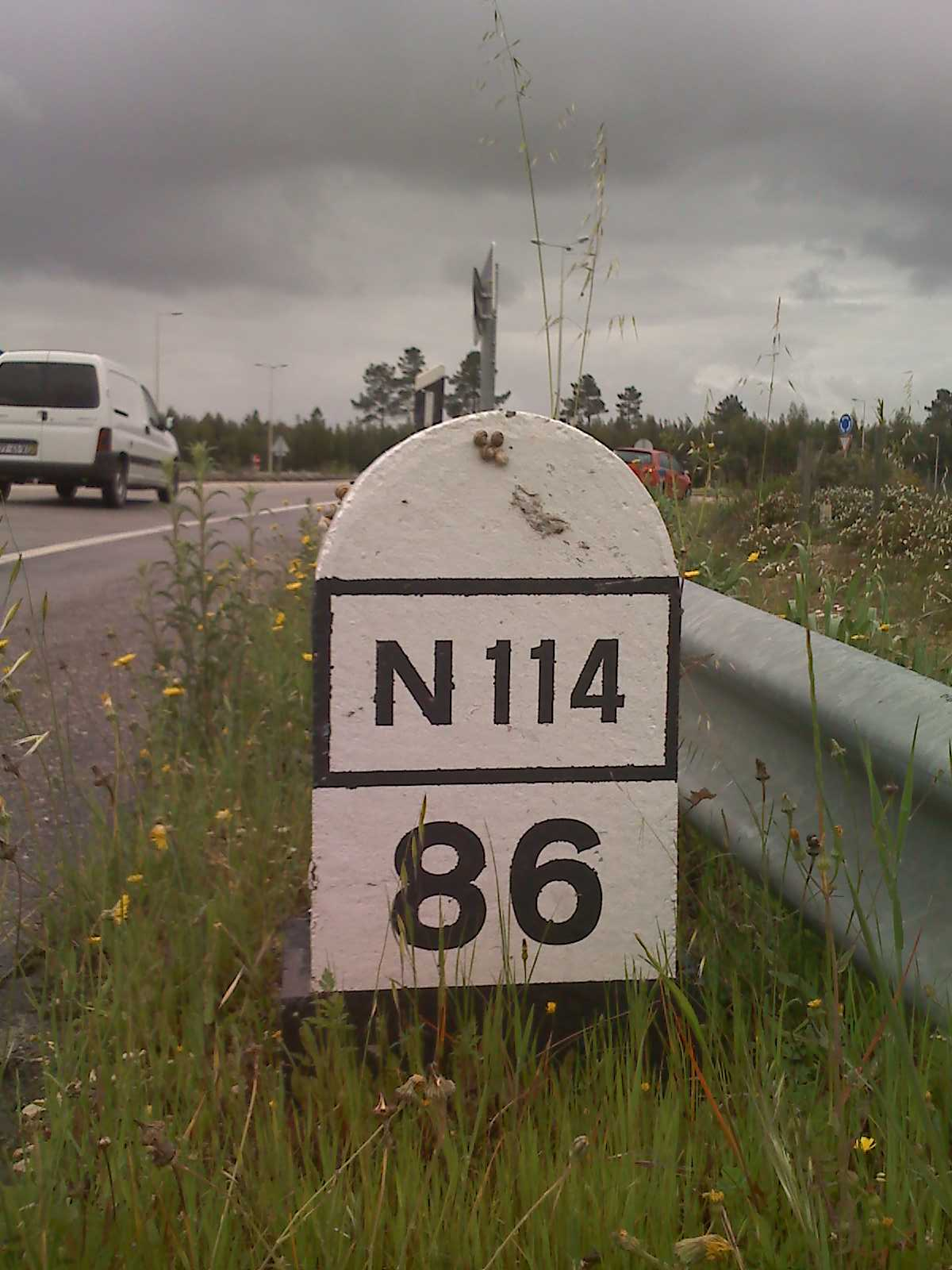
Marca no PK86

## Percurso
Matoeira

| Nome da Saída/Localidade Intermédia | Estrada que liga |
| ----------------------------------- | ---------------- |
| Cabo Carvoeiro                      |                  |
| Peniche                             |                  |
| IP 6                                | IP 6             |
| Caldas da Rainha, via Imaginário    | N 114-1          |
| Trabalhia                           |                  |
| Mosteiros                           |                  |
| Vidais                              |                  |
| Lisboa / Leiria                     | IC 2 N 1         |
| Rio Maior                           |                  |
| Alcanede                            | N 361            |
| A 15                                | A 15             |
| Ribeira de São João                 |                  |
| São João da Ribeira                 |                  |
| Secorio (freg. Moçarria)            |                  |
| Perofilho (freg. Várzea)            |                  |
| A 1 - Lisboa / Porto                | A 1              |
| Santarém                            |                  |
| Tapada                              |                  |
| Alpiarça                            | N 368            |
| Almeirim                            | N 118            |
| A 13 / Marateca                     | A 13             |
| A 6 / Marateca                      | A 6              |
| Montemor-o-Novo                     | N 2 N 4          |
| A 6                                 | A 6              |
| Évora                               | IP 2             |